# Moselaue bei Nennig
Moselaue bei Nennig este o arie protejată (arie specială de conservare — SAC, sit de importanță comunitară — SCI, arie de protecție specială avifaunistică — SPA) din Germania întinsă pe o suprafață de 189 ha, integral pe uscat.

## Localizare
Centrul sitului Moselaue bei Nennig este situat la coordonatele 49°31′47″N 6°22′03″E / 49.5297°N 6.3675°E.

## Înființare
Situl Moselaue bei Nennig a fost declarat sit de importanță comunitară în februarie 2004 pentru a proteja 30 de specii de animale. Alte tipuri de protecție:
- arie de protecție specială avifaunistică (în februarie 2004)[2]
- arie specială de conservare (în aprilie 2017)[1][3][4]

## Biodiversitate
Situată în ecoregiunea continentală, aria protejată conține 7 habitate naturale: Ape stătătoare oligotrofe până la mezotrofe, cu vegetație de Littorelletea uniflorae și/sau de Isoëto-Nanojuncetea, Ape puternic oligomezotrofe cu vegetație bentonică cu Chara spp., Lacuri eutrofice naturale cu vegetație de tip Magnopotamion sau Hydrocharition, Cursuri de apă de la nivel de câmpie la nivel montan, cu vegetație Ranunculion fluitantis și Callitricho-Batrachion, Liziere de ierburi înalte hidrofile de câmpie și de nivel montan până la alpin, Fânețe de joasă altitudine (Alopecurus pratensis, Sanguisorba officinalis), Păduri aluvionare cu Alnus glutinosa și Fraxinus excelsior (Alno-Padion, Alnion incanae, Salicion albae).
La baza desemnării sitului se află mai multe specii protejate:
- păsări (24): lăcar-de-rogoz (Acrocephalus schoenobaenus), lăcar-de-lac (Acrocephalus scirpaceus), pescăruș albastru (Alcedo atthis), rață roșie (Aythya nyroca), buhai de baltă (Botaurus stellaris stellaris), Charadrius dubius curonicus, chirighiță neagră (Chlidonias niger), erete vânăt (Circus cyaneus), egretă albă (Egretta alba), sfrâncioc roșiatic (Lanius collurio), ciocârlie de pădure (Lullula arborea), privighetoare (Luscinia megarhynchos), ferestraș mic (Mergus albellus), gaia neagră (Milvus migrans), codobatura galbenă (Motacilla flava), grangur (Oriolus oriolus), vultur pescar (Pandion haliaetus), bătăuș (Philomachus pugnax), Podiceps cristatus cristatus, Rallus aquaticus aquaticus, pițigoi-pungar (Remiz pendulinus), lăstun de mal (Riparia riparia), mărăcinar negru (Saxicola torquatus), fluierar de mlaștină (Tringa glareola)
- amfibieni (2): izvoraș-cu-burta-galbenă (Bombina variegata), triton cu creastă (Triturus cristatus)
- nevertebrate (2): fluturele-tigru (Callimorpha quadripunctaria), fluturele purpuriu (Lycaena dispar)
- pești (2): zvârluga (Cobitis taenia), boarță (Rhodeus sericeus amarus)

Pe lângă speciile protejate, pe teritoriul sitului au mai fost identificate 31 de specii de plante, 3 specii de mamifere, 26 de specii de nevertebrate.